# Вотча (Вологодская область)
Вотча — деревня в Вологодском районе Вологодской области.
Входит в состав Новленского сельского поселения (с 1 января 2006 года по 8 апреля 2009 года входила в Вотчинское сельское поселение), с точки зрения административно-территориального деления — в Вотчинский сельсовет.

## География
Расстояние до районного центра Вологды по автодороге — 76 км, до центра муниципального образования Новленского по прямой — 12 км. Ближайшие населённые пункты — Костромино, Мардасово, Константиново, Маслозавод, Севастьяново, Осиновка, Высоково-1, Шадрино, Балобаново.

## История
6 июня 2001 года постановлением губернатора Вологодской области село Погост Вотча преобразовано в деревню Вотча. 31 марта 2003 года переименование утверждено постановлением Правительства РФ.
В 2001 г. постановлением Правительства РФ деревня Погост Вотча переименована в Вотча.

## Население
| 2002 | 2010 |
| ---- | ---- |
| 22   | ↗25  |